# Sân bay Sanga-Sanga
Sanga-Sanga Airport (IATA: SGS, ICAO: RPMN), cũng gọi là Sân bay Tawi-Tawi, là một sân bay phục vụ vùng Bongao, thủ phủ tỉnh Tawi-Tawi ở Philippines. Sân bay được xếp hạng sân bay thương mại nhỏ theo Cục giao thông hàng không Philippines. 

## Các hãng hàng không

### Các hãng hiện tại
Các hãng hàng không sau đang hoạt động tại sân bay Sanga-Sanga:
- South East Asian Airlines (Zamboanga)